# سارا أدلر
سارا أدلر (بالروسية: Адлер, Сара)‏ (و. 1870 – 1953 م) هي ممثلة مسرحية، وممثلة، من الولايات المتحدة الأمريكية، ولدت في أوديسا، توفيت في مدينة نيويورك، عن عمر يناهز 83 عاماً.

## وصلات خارجية
- سارا أدلر على موقع IMDb (الإنجليزية)
- سارا أدلر على موقع الموسوعة البريطانية (الإنجليزية)
- سارا أدلر على موقع قاعدة بيانات برودواي على الإنترنت (الإنجليزية)
- سارا أدلر على موقع كينوبويسك (الروسية)